# Domberg (Erfurt)

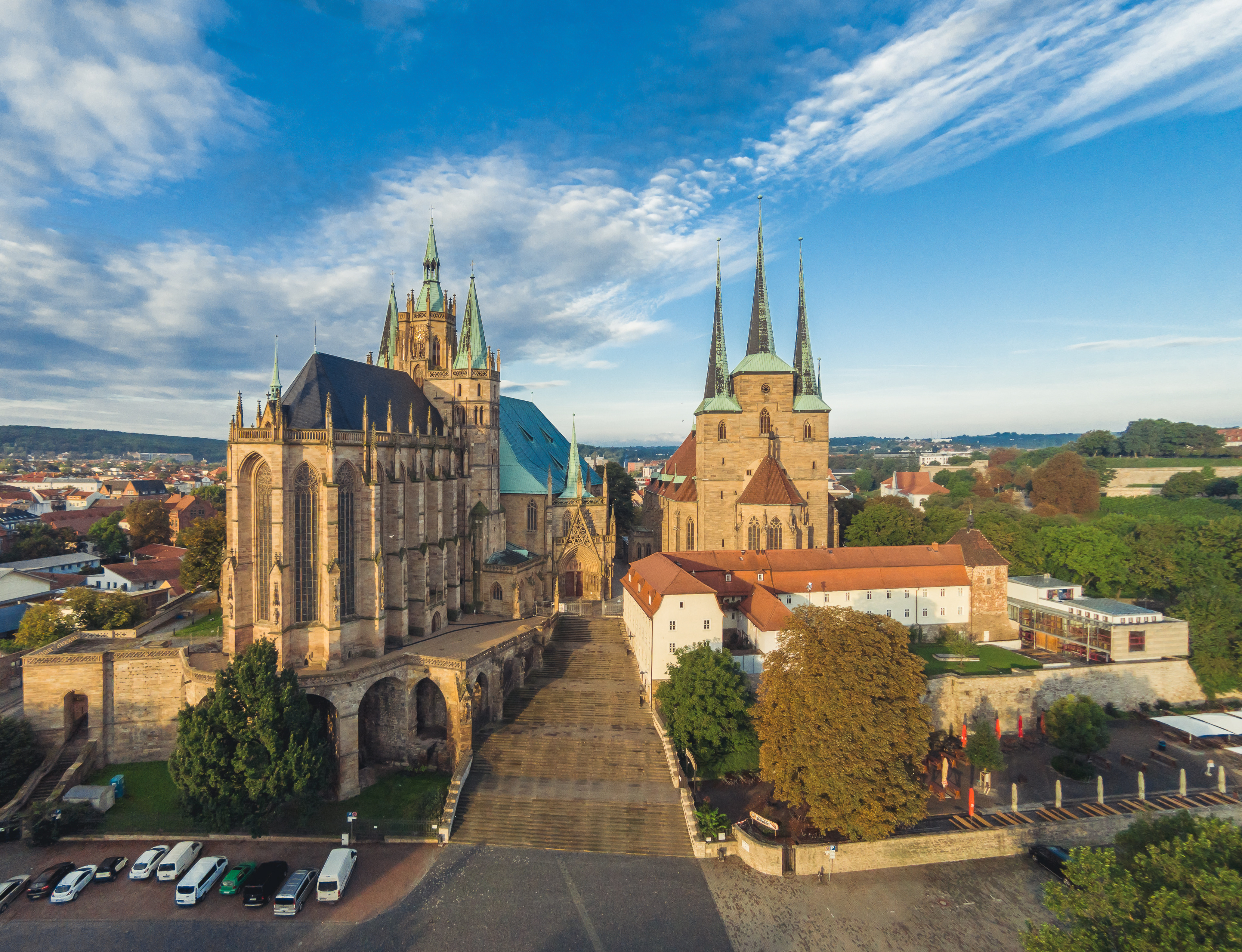
Domberg mit Erfurter Dom (links) und der Severikirche (rechts). Mittig sind die den Berg hochführenden Domstufen zu sehen.

Der Erfurter Domberg, auch Domhügel, früher Unterberg genannt, liegt in der Erfurter Altstadt. Das einzigartige architektonische Ensemble aus Erfurter Dom und Severikirche mit seinen sechs Türmen bildet das Wahrzeichen der thüringischen Landeshauptstadt. 
Als letzter Ausläufer der Alacher Höhen  erhebt sich der Domberg über den Domplatz. Von diesem führen die 70 Domstufen auf den Hügel. Für den Hochchor des Doms wurden bereits im 14. Jahrhundert Stützbauten (Kavaten) errichtet um die natürliche Anhöhe zu vergrößern.
Die im Dom hängende Glocke Gloriosa aus dem 15. Jahrhundert gehört zu den größten frei schwingenden Glocken der Welt.
Die Marienkirche auf dem Domberg wird erstmals 1117 in einer Urkunde überliefert. Urkunden belegen neben den beiden Kirchen außerdem auf oder am Domberg ein älteres Paulskloster und eine Burg des Mainzer Erzbischofs. Die militärische Bedeutung verlor der Domberg aber bald an die benachbarte Zitadelle Petersberg.